# Szczebrzeszyn (gmina)
Szczebrzeszyn – gmina miejsko-wiejska w województwie lubelskim, w powiecie zamojskim. W latach 1975–1998 gmina położona była w województwie zamojskim.
Siedziba gminy to Szczebrzeszyn.
Według danych z 30 czerwca 2004 gminę zamieszkiwały 12 134 osoby.

## Struktura powierzchni
Według danych z roku 2002 gmina Szczebrzeszyn ma obszar 123,16 km², w tym:
- użytki rolne: 71%
- użytki leśne: 21%

Gmina stanowi 6,58% powierzchni powiatu.

## Demografia

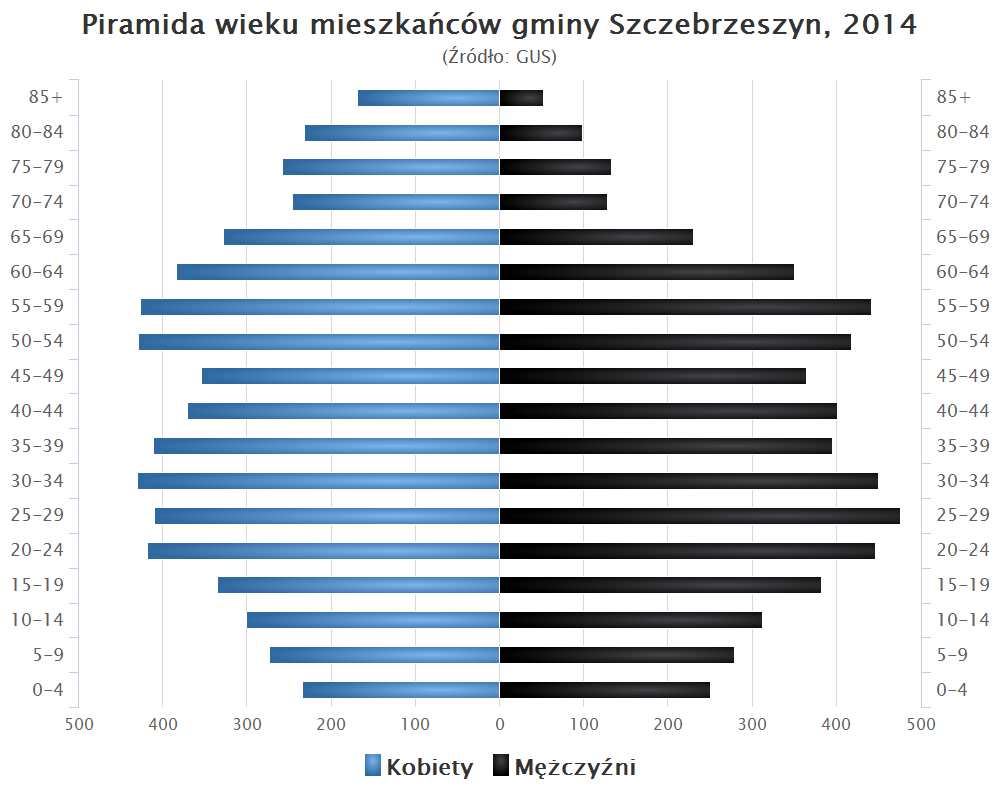
Piramida wieku mieszkańców gminy Szczebrzeszyn w 2014 roku

Dane z 30 czerwca 2004:
| Opis                              | Ogółem | Ogółem | Kobiety | Kobiety | Mężczyźni | Mężczyźni |
| --------------------------------- | ------ | ------ | ------- | ------- | --------- | --------- |
| jednostka                         | osób   | %      | osób    | %       | osób      | %         |
| populacja                         | 12 134 | 100    | 6240    | 51,4    | 5894      | 48,6      |
| gęstość zaludnienia (mieszk./km²) | 98,5   | 98,5   | 50,7    | 50,7    | 47,9      | 47,9      |

## Sołectwa
Bodaczów, Brody Duże, Brody Małe, Kawęczyn, Kawęczynek, Kąty Drugie, Kąty Pierwsze, Lipowiec-Kolonia, Niedzieliska, Niedzieliska-Kolonia, Wielącza, Wielącza-Kolonia, Wielącza Poduchowna
Na terenie miasta utworzono 5 jednostek osadniczych: Błonie, Klemensów, Przedmieście Zamojskie, Szczebrzeszyn, Szperówka,.

## Pozostałe miejscowości
Czarny Wygon

## Sąsiednie gminy
Nielisz, Radecznica, Sułów, Zamość, Zwierzyniec